# حجر القدس

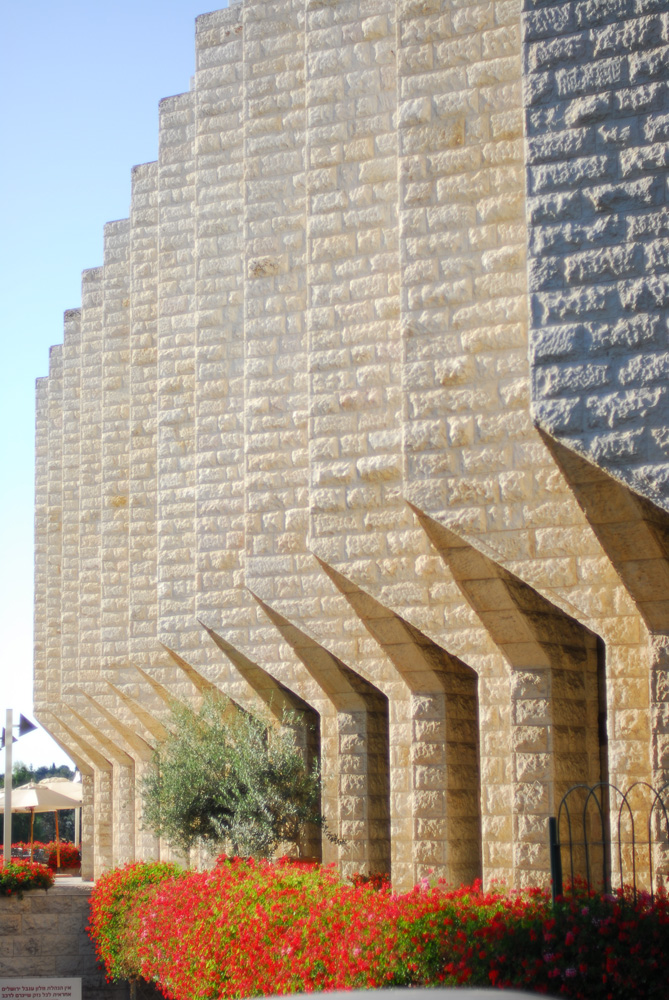
واجهة حجرية لمبنى بالقدس.

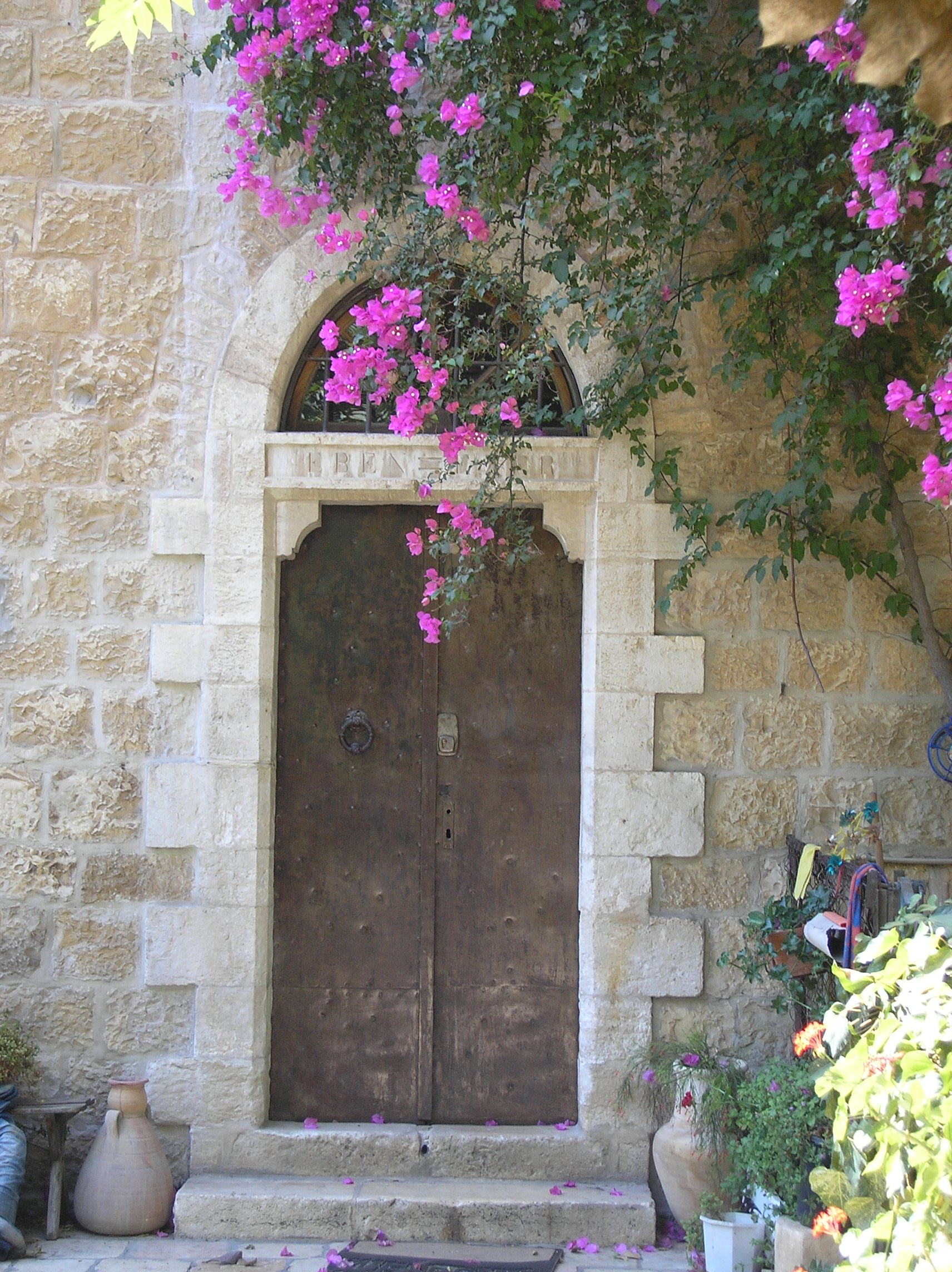
واجهة بيت فرنك من حجر القدس والذي يقع في المستعمرة الألمانية (القدس).

حجر القدس هو اسم يُطلق على أنواع مختلفة من الحجر الجيري شائعة الاستخدام في منطقة القدس وما حولها، والتي تُستخدم في بناء المباني في فلسطين التاريخية منذ العصور القديمة وحتى الآن. يُعد الحجر الجيري «الملكي» أحد أهم أنواع هذا الحجر، والذي اُستخدم في العديد من الهياكل والمباني الأكثر شهرة في المنطقة، بما في ذلك حائط البراق في البلدة القديمة.
في نهاية عام 2000، كان هناك 650 شركة وكسّارة يديرها فلسطينيون في الضفة الغربية، تنتج مجموعة متنوعة من الحجر ذو اللون الوردي، والرملي، والذهبي، والأبيض.

## تاريخ

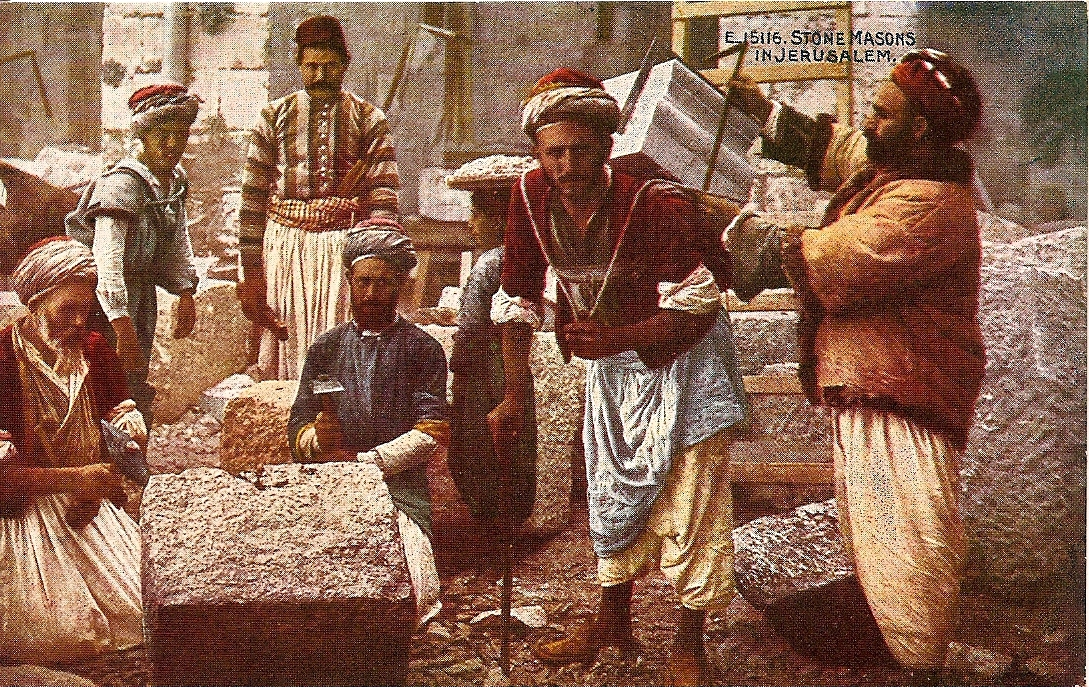
عمال الحجر الفلسطينيين في القدس بالقرن التاسع عشر.

وفقا لعدد من الجيولوجيين، فإن سكان القدس قد بنوا منازلهم منذ العصور القديمة من حجر القدس من حفر الجبال في كسارات ومقالع المدنية، وكانت الحفرة التي تبقى نتيجة هذا الحفر تُستخدم بمثابة خزان لجمع مياه الأمطار تحت المنزل أيضا. تشمل المحاجر القديمة حول القدس موقع محطة الحافلات في القدس الشرقية. ويمكن أيضا أن ينظر إلى بقايا المقالع القديمة في غرب القدس.
كانت قوانين البلدية في القدس وما زالت حتى بعد الاحتلال تتطلب أن تكون واجهات جميع المباني مصفحة بحجر القدس المحلي، وهذه القوانين هي امتداد لمرسوم يعود إلى فترة الانتداب البريطاني على فلسطين وحاكمية السير رونالد ستورز، حيث كانت جزءا من خطة رئيسية للمدينة التي وضعت في عام 1918 من قبل السير وليام ماكلين، وتبعه مهندس مدينة الإسكندرية.

## جيولوجيا

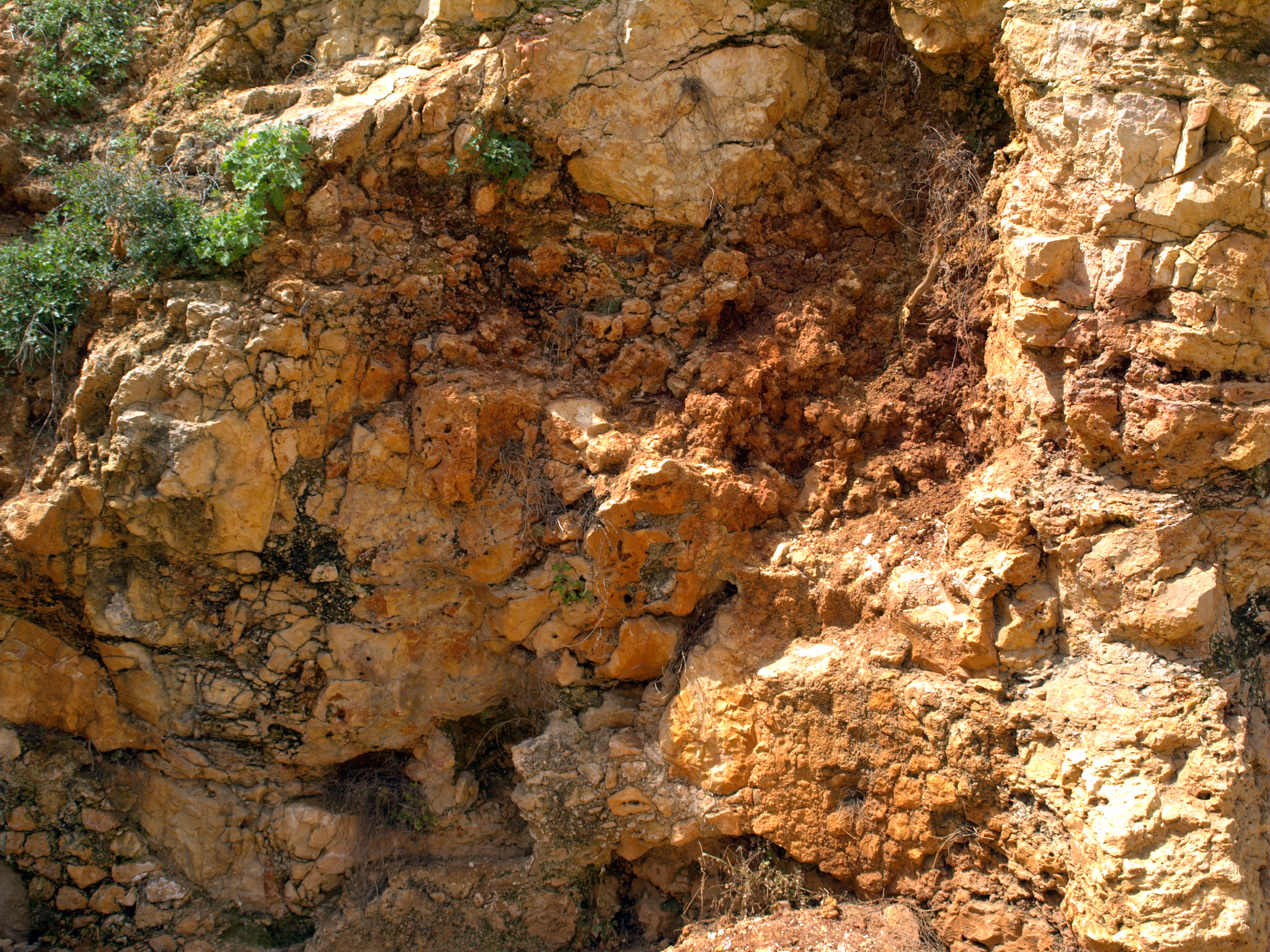
الحجر في حالته الطبيعية.

تعتبر مرتفعات فلسطين وما تحتها في المقام الأول، ذات طبيعة جغرافية تتسم بوجود الحجر الجيري الرسوبي. يتم حفر الجبال في الكسارات لغرض البناء واستخدام الحجر في التصفيح، ويتراوح لون الحجر من الأبيض إلى الوردي والأصفر والأبيض المصفر. تم العثور على الحجر الجيري في البداية إلى الشرق من القدس، ومنذ فترة طويلة تستخدم كمادة بناء غير مكلفة.
وفي القدس أيضا طبقتان من الحجر الكلسي طبقة عليا صلبة تعرف بـ«المزّي»، وأخرى سفلى أقل صلابة تعرف بـ«الملكي». فخزانات الماء والقبور والأقبية التي اكتشفت تحت المدينة وحولها كلها من الحجر الملكي. بينما أسس البنايات من المزي الصلب. والمحاجر الكبيرة قرب باب العمود (باب دمشق) صخرها من الملكي.

## وصلات خارجية
- وثائقي الحجر الأحمر - وجه القدس / الجزيرة على يوتيوب